# Shinkansen-Baureihe 100
Die Shinkansen-Baureihe 100 (jap. 新幹線100系電車, Shinkansen 100-kei densha) war ein japanischer Hochgeschwindigkeitszug, der von der japanischen Staatsbahn (JNR), JR Central und JR West auf den Tōkaidō- und San’yō-Shinkansen eingesetzt wurde.
Nachdem die Shinkansen-Strecken 20 Jahre lang ausschließlich mit der Baureihe 0 betrieben wurde, brauchte die JNR neue Fahrzeuge. Aufgrund großer technischer Fortschritte und verschärfter Umweltschutzauflagen kam eine Neubeschaffung von Fahrzeugen der Baureihe 0 nicht mehr in Frage. Um die Hälfte der Baureihe 0 zu ersetzen, wurden 66 Triebzüge in den Jahren von 1985 bis 1992 beschafft.
Die Züge der 100er-Reihe sind von 1999 bis zum März des Jahres 2012 außer Dienst gestellt worden.

## Technik
Die Steuerwagen am Ende des Zuges waren länger als bei der Baureihe 0, weil die Nase windschlüpfiger gestaltet wurde. Auch wurden nicht mehr alle Achsen angetrieben. Die Achslast wurde auf 15 Tonnen reduziert.
In der ersten Version waren bis auf die Steuer- und Doppelstockwagen alle Zugteile angetrieben. Bei der Version für die JR-West waren wegen der beiden zusätzlichen Doppelstockwagen auch die Steuerwagen angetrieben.

## Innenausstattung
Der Zug bestand aus 16 Wagen und konnte bis zu 1.321 Personen aufnehmen. In der 2. Klasse wurde die Sitzbreite um sechs Zentimeter und der Sitzabstand um 14 Zentimeter vergrößert. Außerdem wurden die Sitzlehnen weiter geneigt, aber nicht verstellbar ausgeführt. Die Sitze hatten die üblichen Anordnung für Shinkansens mit 3+2 Sitzen pro Reihe. Sie waren drehbar, damit die Passagiere immer in Fahrtrichtung sitzen konnten.
Einer der beiden Doppelstockwagen hatte ein Bordrestaurant: In der unteren Ebene des Speisewagens war die Küche, ein Bistro und ein Durchgang vorhanden. Über einen Aufzug gelangten die Speisen von der Küche in den obenliegenden Gästebereich. Der andere Doppelstockwagen war für die 1. Klasse.
Die JR-West fuhr pro Garnitur mit bis zu vier Doppelstockwagen, die für Reisende der 1. Klasse gedacht waren. Bei dieser Zugkonfiguration wurden auch die Steuerwagen angetrieben.

## Varianten

### Variante X
Der 16-Wagen-Zug der Baureihe 100-9000 (einschließlich zweier Doppelstockwagen) wurde am 27. März 1985 als Prototyp fertiggestellt und als Garnitur X0 bezeichnet. Ab 27. März 1985 fanden verschiedene Messfahrten statt, zuerst zwischen den Bahnhöfen Tokio und Mishima auf dem Tōkaidō-Shinkansen, später auf Tōkaidō- und Sanyō-Shinkansen. Bei einer Testfahrt erreichte der Zug bis zu 260 km/h auf dem San’yō-Shinkansen, zwischen den Bahnhöfen Ogōri und Shin-Shimonoseki. Bis Ende September 1985 wurde dieser Zug als Garnitur X1 modifiziert und ab 1. Oktober als Hikari-Verbindung in Betrieb genommen. Bis März 1987 wurde sechs Züge (Höchstgeschwindigkeit von 220 km/h) produziert. Nach der Privatisierung der JNR wurden alle sieben Züge an JR Central überschrieben. Die Züge wurden hauptsächlich als Hikari-Verbindung betrieben, bei einer täglichen Fahrleistung von mehr als 2.500 km. Ab 2. Oktober 1998 wurden die Züge nur auf der Kodama-Verbindung eingesetzt und schließlich bis 1. Oktober 1999 außer Dienst gestellt.

### Variante G
In den Jahren von 1988 bis 1992 wurden 50 Züge aus 16 Wagen mit zwei Doppelstockwagen mit sieben Bauserien gefertigt. Die Züge gehörten JR Central und wurden ab 13. März 1988 mit einer Höchstgeschwindigkeit von 220 km/h auf den Tokaido- und Sanyo-Shinkansen betrieben. Zwischen den Jahren 1996 und 1997 wurden sieben Züge nach JR West überschrieben – damit konnten die von JR West betriebenen Hikari-Verbindungen auf dem Tokaido-Shinkansen auch mit Baureihe 100 betrieben werden. Die Züge wurden bis 2003 auf dem Tokaido-Shinkansen sowie bis 2004 auf dem Sanyo-Shinkansen eingesetzt.

### Variante V
In den Jahren von 1989 bis 1991 wurden neun Züge aus 16 Wagen (einschließlich vier Doppelstockwagen) ausgeliefert. Die Züge gehörten JR West, wurden aber aufgrund einer Leistungssteigerung (mit Reduzierung des Übersetzungsverhältnisses), neuen elektrischen Widerständen und der Veränderung des Transponders als Baureihe 100N bzw. Grand-Hikari bezeichnet. Die Variante V wurde zuerst mit einer Höchstgeschwindigkeit von 220 km/h auf dem Tōkaidō-Shinkansen sowie von 230 km/h auf dem San’yō-Shinkansen betrieben. Weiterhin wurde mit dieser Variante eine Höchstgeschwindigkeit von 275 km/h auf der Hälfte des San’yō-Shinkansens geplant: Damit konnte die Reisezeit zwischen den Bahnhöfen Shin-Osaka und Hakata auf 2 Stunden und 30 Minuten verkürzt werden. Bei der Testfahrt erreichte der Zug im Februar 1992 eine Höchstgeschwindigkeit von 277,2 km/h. Da bei 275 km/h die gesetzlichen Lärmschutzgrenzwerte nicht eingehalten werden konnten, wurde die Höchstgeschwindigkeit im Betrieb nicht erhöht. Ab 10. März 2000 war das Bordrestaurant nicht mehr in Betrieb und am 23. November 2002 wurde Variante V außer Dienst gestellt und einige Wagen der Zügen wurden als Varianten K und P umgebaut. Die Variante V wurde nur als Hikari-Verbindung betrieben.

### Varianten K und P
Um die mit Baureihe 0 betriebenen Kodama-Verbindung auf dem Sanyo-Shinkansen zu ersetzen, wurde die Variante V in den Jahren von 2000 bis 2005 zu zehn Zügen der Variante K mit je sechs Wagen und zwölf Zügen der Variante P(mit je vier Wagen) umgebildet. Diese Varianten haben nur 2.-Klasse-Wagen und werden nur mit einer Höchstgeschwindigkeit von 220 km/h betrieben. Die Variante P wurde ab 4. Oktober 2000 bis 11. März 2011 zwischen den Bahnhöfen Himeji und Hakata in Betrieb genommen. Die Variante K wurde ab 12. Februar 2002 auf dem Sanyo-Shinkansen (ab 12. März 2011 nur zwischen den Bahnhöfen Okayama und Hakata) in Betrieb genommen. Diese Variante wurde bis März 2012
außer Dienst gestellt. Die Varianten K und P sollen mit Baureihe 500 und 700 ersetzt werden.